# Hemelschijf van Nebra

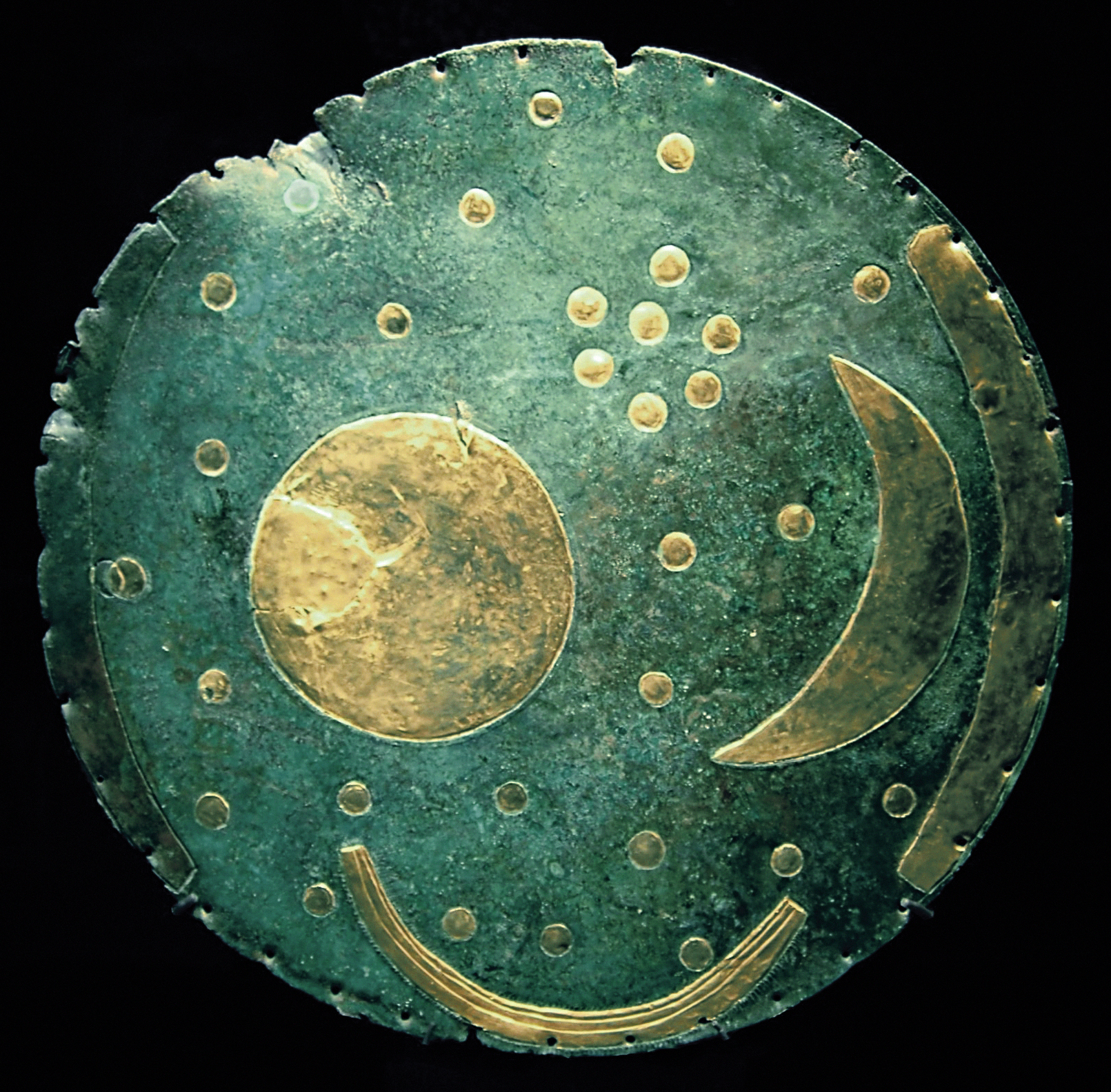
Hemelschijf van Nebra

De Hemelschijf van Nebra is een bronzen schijf van ongeveer 30 cm diameter met daarop een voorstelling van de nachtelijke hemel. Met in goud ingelegde symbolen worden diverse hemellichamen op het groenige schijfje weergegeven zoals de maan, de zon en diverse sterren waaronder de Pleiaden. De schijf werd in 1999 in een depotvondst nabij het Duitse plaatsje Nebra gevonden (60 km ten westen van Leipzig) en dateert waarschijnlijk van de 16e eeuw voor Christus.
De twee vinders waren illegale schatzoekers, met een metaaldetector. Behalve de hemelschijf vonden ze op dezelfde locatie ook twee bronzen zwaarden, twee bijlen, een beitel en fragmenten van armbanden. Ze verkochten de hele partij voor DM 31.000 aan een handelaar in Keulen. In 2003 werd het tweetal veroordeeld tot celstraf (zes resp. twaalf maanden).
Aanvankelijk werd er sceptisch gereageerd op de vondst maar de meeste wetenschappers zijn het er over eens dat het om een authentiek voorwerp uit de bronstijd gaat, dat in verband wordt gebracht met de Úněticecultuur. Het geeft hierdoor een beeld over hoe mensen uit die tijd de hemel waarnamen en enig inzicht hadden in de bewegingen van de zon, maan en planeten.
Karsten Wentink deed onderzoek naar de rol van grafgiften en legt een relatie tussen de oriëntatie van grafheuvels uit de klokbekercultuur en de zonsopkomst gedurende het jaar, zoals met de twee horizonnen op de Hemelschijf van Nebra afgebeeld is (deze schijf komt overigens uit een latere periode dan de grafheuvels zelf).

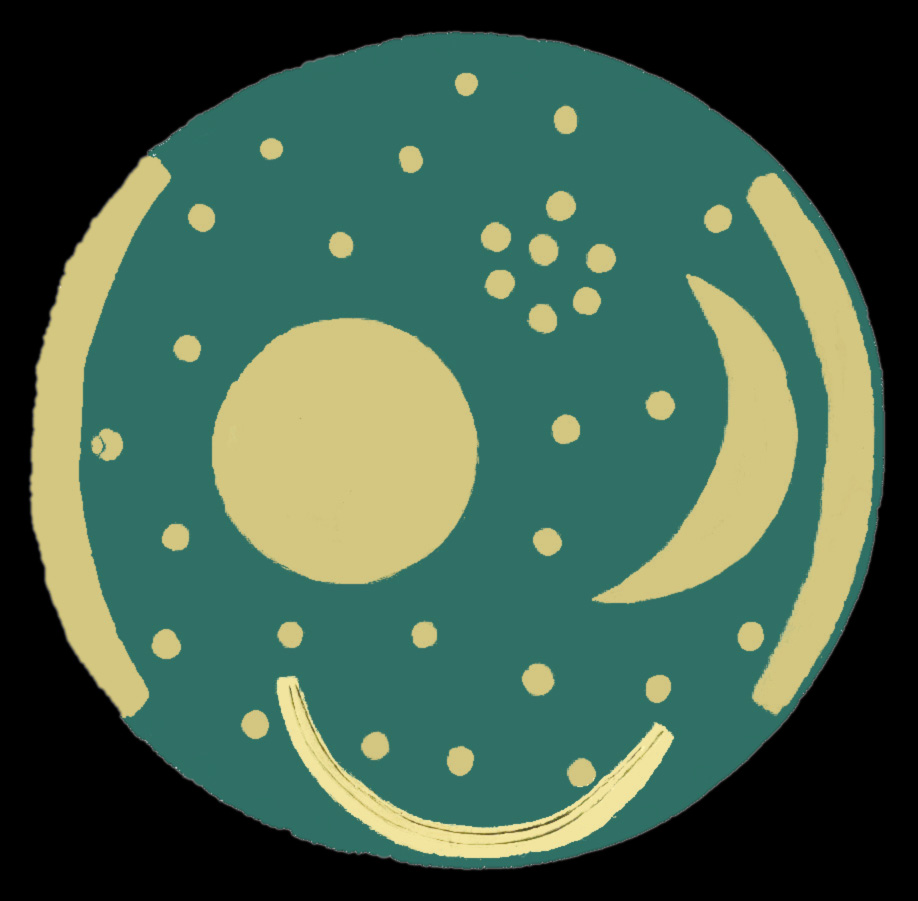
Oorspronkelijk waren er twee 'horizonnen' aan weerszijden, beneden is de zonneboot